# Reichsfürstenrat

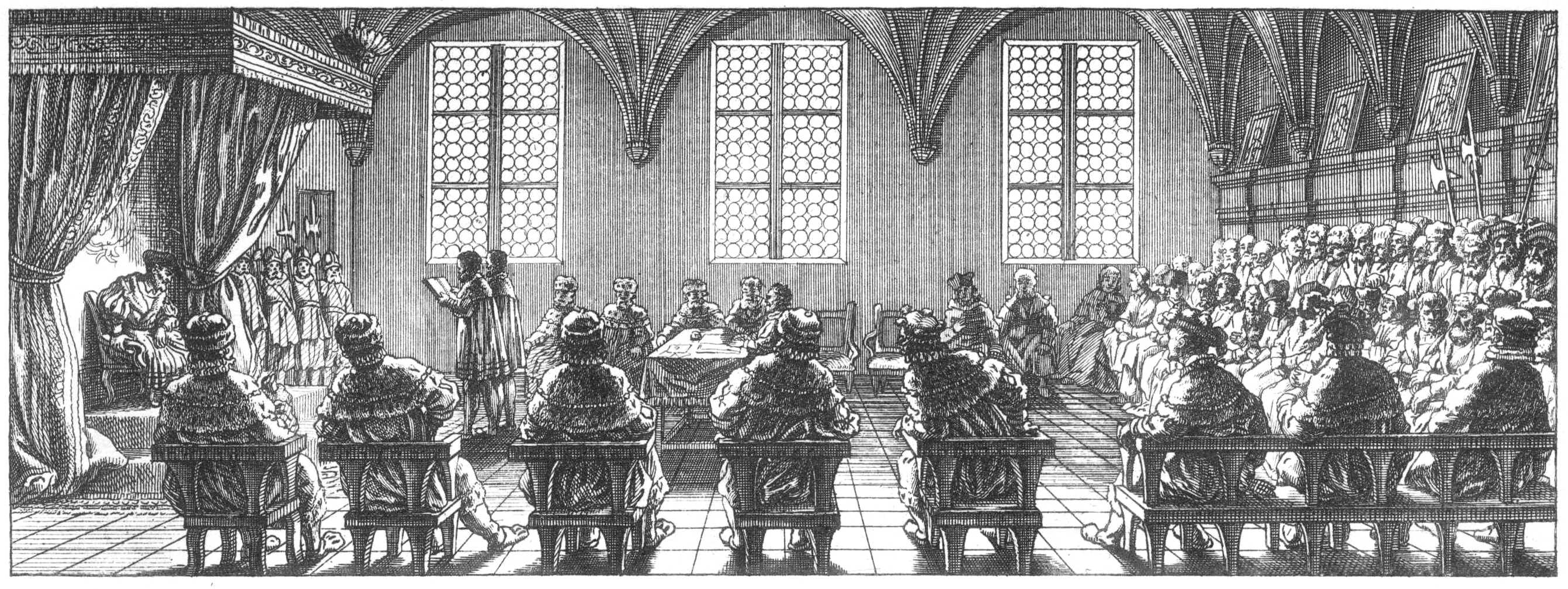
Der Reichstag zu Augsburg 1555, dem Kaiser (links unter dem Baldachin) gegenüber auf beiden Seiten die Kurfürsten, die Reichsfürsten, die Bischöfe, die Prälaten usw.

Reichsfürstenrat oder Fürstenbank war etwa seit der zweiten Hälfte des 15. Jahrhunderts bis 1806 die Bezeichnung für das Kollegium (Kurie) der Reichsfürsten im Reichstag des Heiligen Römischen Reiches Deutscher Nation. Neben dem Reichsfürstenrat bestand der Reichstag aus dem Kurfürstenkollegium und dem Reichsstädtekollegium.

## Zusammensetzung
Seit der zweiten Hälfte des 15. Jahrhunderts schlossen sich Fürsten, Reichsgrafen, einige reichsunmittelbare Herren, die Bischöfe der Hochstifte sowie die Reichsprälaten zusammen. Sie waren damit bei den Reichstagen das zweite Kollegium dieser Art nach dem Kurfürstenkollegium. Es ging ihnen um die Durchsetzung ihrer Positionen gegenüber dem Kaiser und den Kurfürsten. Der Reichsfürstenrat war die mitgliederstärkste Kurie bei den Reichstagen. Sie war durch die unterschiedliche Art ihrer Mitglieder auch das am wenigsten homogene Gremium.
Der Reichsfürstenrat gliederte sich in eine weltliche und eine geistliche Bank.
Dabei lag die Führung der geistlichen Bank bei weltlichen Reichsständen, nämlich bei dem Erzherzog von Österreich und dem Herzog von Burgund. Hintergrund war, dass sich Österreich mit seinem Anspruch auf die Führung der weltlichen Bank gegen das Herzogtum Bayern nicht durchsetzen konnte und es daher als Ausweg die Stimmführung auf der geistlichen Bank übernehmen durfte. Ähnlich war die Situation auch im Fall Burgund, dessen Stimme auch die (spanischen) Habsburger innehatten. Es folgte im Rang das Fürsterzbistum Salzburg. Der Erzbischof von Bisanz (Besançon) gehörte zwar offiziell bis 1678 zum Reich, nahm aber an den Reichstagen nicht mehr teil. Neben den Hochstiften und den Äbten einiger reichsunmittelbaren Klöster gehörten auch der Hoch- und Deutschmeister des Deutschen Ordens sowie der Großprior des Johanniterordens zur geistlichen Bank. Die geistliche Bank hatte am Ende des Reiches 37 Stimmen. Davon waren 35 Viril- und 2 Kuriatstimmen.
Eine Sonderrolle nahmen die Hochstifte Lübeck und Osnabrück, und bis 1680 das Erzstift Magdeburg ein. Obwohl protestantisch geworden, existierte das Bistum Lübeck als Hochstift weiter. Im Fall des Hochstifts Osnabrück wechselten ab 1648 protestantische und katholische Bischöfe einander ab. Da beide Gebiete weder zur weltlichen noch zur geistlichen Bank passten, bildeten sie die sogenannte Querbank zwischen beiden Gremien, wobei Osnabrück auf der geistlichen Bank Platz nahm, wenn ein katholischer Bischof regierte. Magdeburg hatte seit Mitte der 16. Jahrhunderts bis 1680, dem Jahr des Todes des letzten Administrators, ebenfalls auf der Querbank seinen Platz. Es wechselte danach als Herzogtum Magdeburg auf die weltliche Bank, wo es direkt nach Bayern platziert wurde.

## Stimmrechte
Die Mitglieder hatten je nach Bedeutung Viril- oder Kuriatstimmen. Virilstimmen standen den Fürsten zu. Sie waren zu Beginn an die Person des jeweiligen Fürsten gebunden. Beim Aussterben einer Familie konnte die Stimme dem Territorium verloren gehen. Allerdings stieg die Zahl der Virilstimmen bei Aufspaltung einer Familie in mehrere Fürstenlinien an. Im Jahr 1582 endete diese Praxis. Die Stimmen wurden an die Territorien gebunden. Der Zugang zum Reichsfürstenstand wurde gleichzeitig erschwert. Das Territorialprinzip hatte zur Folge, dass Reichsfürsten, die über mehrere Gebiete mit Stimmrecht verfügten, diese Stimmen auch abgeben konnten. Die Hohenzollern der Markgrafschaft Brandenburg etwa verfügten über acht Stimmen.
Die kleineren Grafen und Herren verfügten nur über die gemeinschaftlichen Kuriatstimmen. Es entstanden im Laufe der Zeit vier regionale Kollegien von Grafen und Herren, die jeweils eine Kuriatstimme hatten. Dies waren der Wetterauer Grafenverein, das schwäbische, das fränkische und das Niederrheinisch-Westfälische Reichsgrafenkollegium. Auf der geistlichen Bank schlossen sich die nichtfürstlichen Reichsprälaten im schwäbischen und Rheinischen Reichsprälatenkollegium zusammen. Zusammen hatten die kleineren Territorien und Prälaten seit 1653 sechs Kuriatstimmen. Die Fürsten kamen dagegen am Ende des 18. Jahrhunderts auf 94 Virilstimmen. Die Stimmabgabe erfolgte nach einer festgelegten „Aufrufordnung“ immer abwechselnd zwischen Geistlicher und Weltlicher Bank.

## Direktorium
Das Direktorium des Reichsfürstenkollegium lag abwechselnd beim Erzherzogtum Österreich und beim Fürsterzbistum Salzburg. Während der Sitzungen hatte Österreich (directorium agens) und sonst Salzburg (directorium quiescens) den Vorsitz.
Mit dem im Privilegium Maius (1453 rechtsgültig) erhobenen Anspruch auf Gleichrangigkeit mit den Kurfürsten war die Forderung nach dem Direktorium Österreichs im Reichsfürstenrat verbunden, nachdem die Tür zum Kurfürstenkolleg nachhaltig verschlossen blieb. Hier traf das Erzhaus auf den erbitterten Widerstand seiner ärgsten Widersacher im Reich, des Hauses Wittelsbach. Als Herzog von Bayern übte es bisher das Direktorium aus und war nicht bereit, den ersten Rang auf der Weltlichen Bank aufzugeben. Der Kompromiss, der es schließlich allen Beteiligten erlaubte, das Gesicht zu wahren, ist typisch für das komplizierte, aber dennoch letztlich wirkungsvolle Zusammenwirken der politischen Kräfte im Alten Reich. Österreich und das ebenfalls von Habsburg regierte Burgund nahmen auf der Geistlichen Bank Platz. Der Erzbischof von Salzburg räumte den bisher eingenommenen Rang und wurde dafür am Direktorium des Reichsfürstenrats beteiligt, das nun vom Erzherzogtum Österreich, dem Herzogtum Burgund und dem Erzbistum Salzburg alternierend ausgeübt wurde. Da die Aufrufordnung des Reichsfürstenrats stets von der Geistlichen zur Weltlichen Bank sprang, erhielt Österreich # 1, Bayern # 2, Burgund # 3, Magdeburg # 4 und Salzburg # 5. Somit war gewährleistet, dass Habsburg, Wittelsbach und Hohenzollern über das anstatt des säkularisierten Erzbistums gebildete und von der Geistlichen auf die Weltliche Bank gewechselte Herzogtum Magdeburg an der Leitung dieses für die Reichspolitik entscheidenden Gremiums beteiligt waren.

## Der Immerwährende Reichstag ab 1663

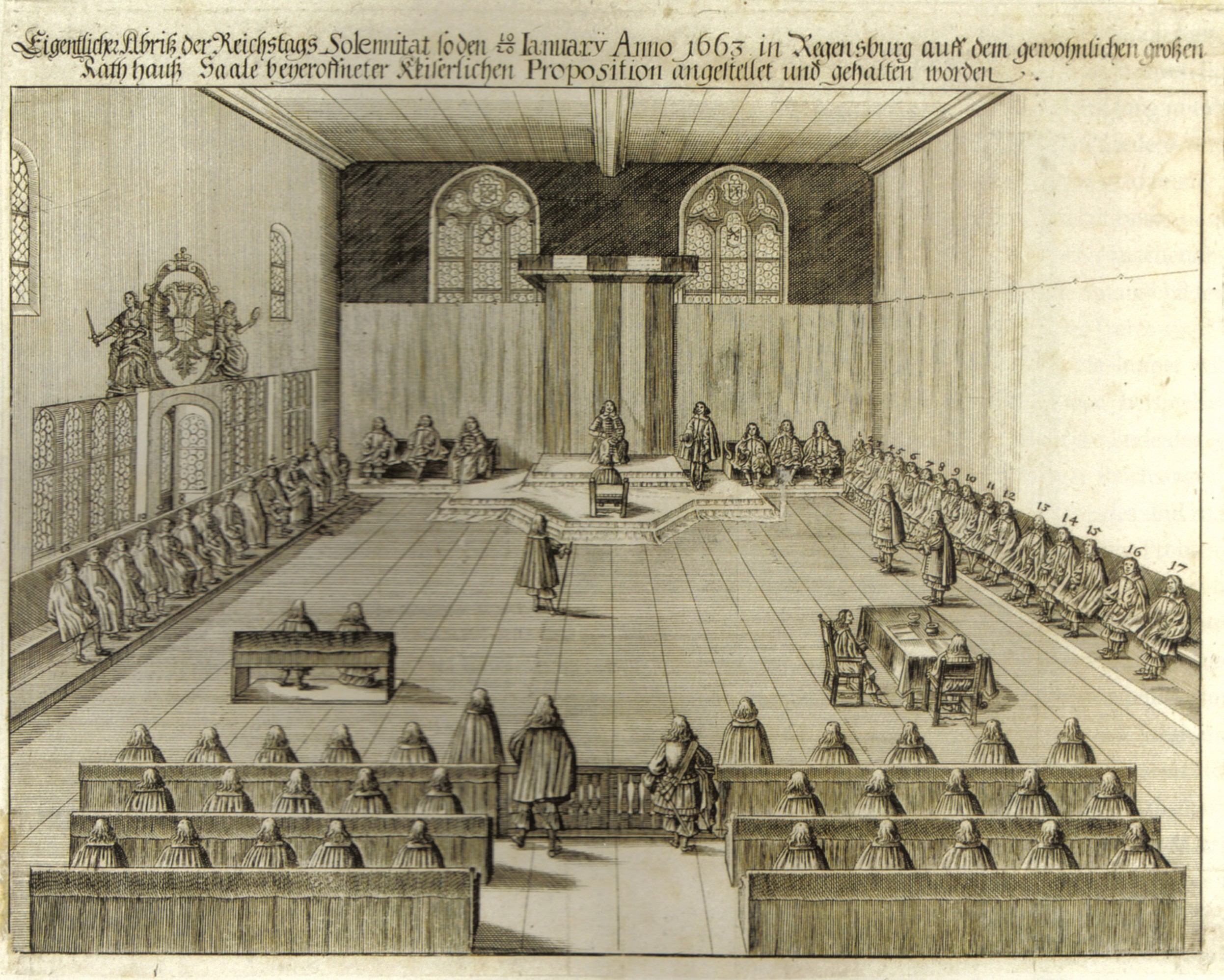
Immerwährender Reichstag. Kupferstich von Christoph Fischer.

Neun Jahre nach dem Jüngsten Reichsabschied und fünfzehn Jahre nach dem Westfälischen Frieden wurde schließlich wieder in Regensburg ein Reichstag einberufen, aus dem der Immerwährende Reichstag hervorgehen sollte. Das Verzeichnis der teilnehmenden Reichsfürsten und ihre Sitzordnung im Ratssaal machen einige Konstanten in der Funktion des Reichsfürstenrats deutlich.
Der Kaiser ließ sich durch den als Prinzipalkommissar fungierenden Erzbischof von Salzburg, den Primas Germaniae, vertreten. An der Stirnseite nahmen die nunmehr acht Kurfürsten Platz, nachdem Bayern anstatt Kurpfalz 1623 zur Kurwürde aufgestiegen war und letzteres dann 1648 eine achte Kur erhielt. Der König von Böhmen, in Personalunion Römischer Kaiser, nahm bis zur Readmission der böhmischen Kurwürde 1708 an den Beratungen des Kurfürstenkollegs nicht teil. 
Der in diesem Abschnitt dargestellte Kupferstich von Christoph Fischer über das Geschehen in Regensburg 1663 zeigt die Sitzordnung der Kurfürsten sowie weitere Funktionsträger des Reichstage:
- Kurmainz (zur Rechten des Prinzipalkommissars), vertreten durch den Bischof von Worms,[Anm. 4]
- Kurköln (zur Linken des Prinzipalkommissars), vertreten durch Geheimrat Aldenhof,[Anm. 5]
- Kurtrier (gegenüber dem Prinzipalkommissar), vertreten durch Geheimrat Dr. Basscheid,
- Kurbayern (zur Rechten von Kurmainz), vertreten durch den Kanzler, Geheimrat Öchsl,[Anm. 6]
- Kursachsen (zur Linken von Kurköln), vertreten durch Geheimrat von Gersdorff,[Anm. 7]
- Kurbrandenburg (zur Rechten von Kurbayern), vertreten durch Geheimrat Klaus Ernst von Platen,
- Kurpfalz (zur Linken von Kursachsen), vertreten durch Graf Christian zu Sayn und von Wittgenstein.[Anm. 8]

Zur Linken des Prinzipalkommissars steht der Konkommissar, Herr Reichshofrat von Crane. In der Mitte des Saals mit dem Amtsstab erkennt man den Reichserbmarschall, Graf von Pappenheim, dessen Geschlecht dieses Ehrenamt als Stellvertreter der Kurfürsten von Sachsen als Erzmarschall des Heiligen Römischen Reiches ausübte. Vor der vom Prinzipalkommissar aus gesehen linken Seite, der Weltlichen Bank, hält der Kommissar der Kaiserlichen Majestät, Graf von Wolkenstein, den Vortrag; davor liest Kammerrat Öchsl die Praepositio. Am Direktorialtisch sitzen der kurmainzische Kanzler, Herr Mehl, und der Rat Hettinger.
Die Reichsfürsten saßen in folgender Ordnung (Nummerierung gemäß der klassischen Aufrufordnung). Hier beispielhaft für das Jahr 1663, wie auf dem Kupferstich dargestellt:
- Geistliche Bank
  - 5. Erzbischof von Salzburg, vertreten durch Geheimrat Graf von Thun,[Anm. 9]
  - 53. Fürstabt von Fulda, Ihre Fürstliche Gnaden der Abt von Fulda,[Anm. 10]
  - 11. Bischof von Bamberg, vertreten durch Kanzler von Senglau,[Anm. 11]
  - 13. Bischof von Würzburg, vertreten durch Probst von Stadion,[Anm. 12]
  - 15. Bischof von Worms, vertreten durch Herrn D. Berstaw,
  - 17. Bischof von Eichstätt, vertreten durch Dompropst Schenk von Castell,[Anm. 13]
  - 29. Bischof von Paderborn, vertreten durch Kanzler Dr. Meiners,
  - 33. Bischof von Regensburg, vertreten durch Dompropst Graf von Toerring,[Anm. 14]
  - 35. Bischof von Passau, vertreten durch Herrn Melzer, Kanzler des Stifts St. Emmeram,
  - 55. Fürstabt von Kempten, vertreten durch Herrn Renner von Allmendingen,[Anm. 15]
  - 95. Schwäbische Prälaten, vertreten durch den Prälaten von St. Emmeram,
  - 97. Westfälische und Rheinische Prälaten, vertreten durch Herrn Franz von Crane,
  - 45. Bischof von Osnabrück aus dem Hause Braunschweig-Lüneburg, vertreten durch Domdechant von Winkelhausen[Anm. 16] und dem braunschweigischen Rat Dr. Schepler (auf der Querbank).
- Weltliche Bank
  - 1. Erzherzog von Österreich, vertreten durch Geheimrat Graf Ungnad von Weissenwolff,[Anm. 17] Landeshauptmann zu Linz,
  - 6. Pfalz-Lautern (Nebenlinie der Kurpfalz), vertreten durch den pfälzischen Geheimrat von Borck,
  - 12. Herzog von Bremen (König von Schweden), vertreten durch den königlich-schwedischen Geheimrat von der Lancken,[Anm. 18]
  - 26. Herzog von Sachsen-Altenburg (Nebenlinie von Kursachsen), vertreten durch Hofrat Dr. Thomae,[Anm. 19]
  - 30. Markgraf von Brandenburg-Kulmbach (Nebenlinie von Kurbrandenburg), vertreten durch Geheimrat von Piel,
  - 32. Herzog von Braunschweig-Lüneburg, vertreten durch Hofrat Dr. Wirt,
  - 40. Fürst von Halberstadt (Kurfürst von Brandenburg), vertreten durch den kurbrandenburgischen Geheimrat von Marenholtz,[Anm. 20]
  - 44. Herzog von Hinterpommern (Kurfürst von Brandenburg), vertreten durch den kurbrandenburgischen Geheimrat von Jena,[Anm. 21]
  - 52. Herzog von Württemberg, vertreten durch Oberratspräsident von Stockheim,
  - 54. Landgraf von Hessen-Kassel, vertreten durch Regierungsrat von Dalwigk,[Anm. 22]
  - 66. Herzog von Sachsen-Lauenburg (Askanier), vertreten durch den Rat und Kammerjunker von Serau,
  - 58. Fürst von Minden (Kurfürst von Brandenburg), vertreten durch den kurbrandenburgischen Legationsmarschall von Pröck,
  - 78. Fürst von Hersfeld (Landgraf von Hessen-Kassel), vertreten durch den Hessen-Kassler Regierungsrat von Zobel,[Anm. 23]
  - 100-34. Fürst von Arenberg als Herzog von Aarschot,[Anm. 24] vertreten durch den fürstlich-arenbergischen Rat und Oberamtmann von Altmannshausen,
  - -. Fürst von Eggenberg als gefürsteter Graf von Gradisca,[Anm. 25] vertreten durch Geheimrat von Germersheim, Oberamtmann zu Krumau,
  - 86. Fürst von Nassau-Hadamar (für Haus Nassau-Siegen), vertreten durch Herrn Dr. Sauer, Erzherzoglicher Rat,
  - 96. Wetterauische Grafen, vertreten durch Kanzler Dr. Albert Reuß,
  - 99. Fränkische Grafen, vertreten durch Herrn von Bonn.

Zunächst fällt auf, dass nur rund ein Drittel der Stimmberechtigten auch tatsächlich anwesend waren. Vielen Reichsfürsten war der Aufwand zur Teilnahme zu kostspielig und mühsam, so dass zunehmend die ständige Vertretung durch Gesandte üblich wurde. Auf der Geistlichen Bank fällt die herausgehobene Position des Fürstabts von Fulda auf, die wohl seinem Fürstenrang zu verdanken ist und ihm den Platz unmittelbar nach den gräflichen Abgesandten des Leitungsgremiums von Österreich und Salzburg eingetragen hat. Er war der einzige Fürst, der selbst zum Reichstag erschienen war. Sodann wurde die Weltliche Bank mit Ausnahme von Arenberg und Eggenberg von evangelischen Reichsständen besetzt, wobei insbesondere die protestantische Vormacht Schweden und die Kurfürsten dominierten; nicht vertreten waren aber beispielsweise Baden, Mecklenburg oder Holstein sowie die Kuriatstimmen der Schwäbischen und Westfälischen Grafen. Ein gewichtiger Grund für die lange Frist zwischen Friedensschluss in Münster und Osnabrück und der Eröffnung des Reichstags in Regensburg lag in dem konfessionellen Konflikt im Hause Wittelsbach, denn der eigentlich dem nunmehr in das Kurfürstenkolleg aufgestiegenen katholischen Herzog von Bayern zugekommene Ehrenplatz auf der Weltlichen Bank wurde von der protestantischen kurpfälzischen Nebenlinie Pfalz-Lautern wahrgenommen. Auch in der Folgezeit wurde der bayerische Sitz (# 2) auf der Fürstenbank von verschiedenen Nebenlinien wie Pfalz-Neuburg oder Pfalz-Sulzbach besetzt.

## Die Mitglieder des Reichsfürstenrats 1792

### Geistliche Bank

#### (Aufrufordnung) Virilstimmen
- 1. Erzherzog von Österreich
- 3. Herzog von Burgund
- 5. Erzbischof von Salzburg
- 7. Erzbischof von Besançon
- 9. Hoch- und Deutschmeister
- 11. Bischof von Bamberg
- 13. Bischof von Würzburg
- 15. Bischof von Worms
- 17. Bischof von Eichstätt
- 19. Bischof von Speyer
- 21. Bischof von Straßburg
- 23. Bischof von Konstanz
- 25. Bischof von Augsburg
- 27. Bischof von Hildesheim
- 29. Bischof von Paderborn
- 31. Bischof von Freising
- 33. Bischof von Regensburg
- 35. Bischof von Passau
- 37. Bischof von Trient
- 39. Bischof von Brixen[Anm. 26]
- 41. Bischof von Basel[Anm. 27]
- 43. Bischof von Münster[Anm. 28]
- 45. Bischof von Osnabrück[Anm. 29]
- 47. Bischof von Lüttich[Anm. 30]
- 49. Bischof von Lübeck[Anm. 31]
- 51. Bischof von Chur
- 53. Fürstabt von Fulda (1752 Bischof von Fulda)
- 55. Fürstabt von Kempten[Anm. 32]
- 56. Fürstabtei Murbach (seit 1560 mit dem Kloster Lure vereinigt)[Anm. 33]
- 57. Fürstpropst von Ellwangen[Anm. 34]
- 59. Johanniter-Meister
- 61. Fürstpropst von Berchtesgaden[Anm. 35]
- 63. Fürstprobst Weißenburg, nach 1524: Fürstpropst[Anm. 36]
- 65. Fürstabt von Prüm[Anm. 37]
- 67. Fürstabt von Stablo[Anm. 38]
- 69. Fürstabt von Corvey[Anm. 39] (1792 Bischof von Corvey)
- --. Abt von Reichenau (Kloster 1757 aufgehoben)

#### (Aufrufordnung) Kuriatstimmen
- 95. Schwäbische Prälatenbank
- 97. Rheinische Prälatenbank

### Weltliche Bank

#### (Aufrufordnung) Virilstimmen
- 2. Herzog von Bayern
- 4. Herzog von Magdeburg (seit 1680 Kurfürst von Brandenburg, 1701 König von Preußen)
- 6. Pfalzgraf von Pfalz-Lautern (Nebenlinie des Kurfürstentums Pfalzgrafschaft bei Rhein)
- 8. Pfalzgraf von Pfalz-Simmern (Nebenlinie des Kurfürstentums Pfalzgrafschaft bei Rhein)
- 10. Pfalzgraf und Herzog von Pfalz-Neuburg[Anm. 40] (Nebenlinie des Kurfürstentums Pfalzgrafschaft bei Rhein)
- 12. Herzog von Bremen (seit 1648 König von Schweden, 1712 König von Dänemark, 1715 Kurfürst von Hannover und König von England)
- 14. Pfalzgraf und Herzog von Pfalz-Zweibrücken[Anm. 41] (Nebenlinie des Kurfürstentums Pfalzgrafschaft bei Rhein)
- 16. Pfalzgraf und Herzog von Pfalz-Veldenz (Nebenlinie des Kurfürstentums Pfalzgrafschaft bei Rhein)
- 18. Herzog von Sachsen-Weimar[Anm. 42] (Nebenlinie des Kurfürstentums Sachsen)
- 20. Herzog von Sachsen-Eisenach[Anm. 43] (Nebenlinie des Kurfürstentums Sachsen, mit Sachsen-Weimar vereinigt)
- 22. Herzog von Sachsen-Coburg[Anm. 44] (Nebenlinie des Kurfürstentums Sachsen, mit Sachsen-Saalfeld vereinigt)
- 24. Herzog von Sachsen-Gotha[Anm. 45] (Nebenlinie des Kurfürstentums Sachsen)
- 26. Herzog von Sachsen-Altenburg[Anm. 46] (Nebenlinie des Kurfürstentums Sachsen, mit Sachsen-Gotha vereinigt)
- 28. Markgraf von Brandenburg-Ansbach (Nebenlinie des Kurfürstentums Brandenburg, seit 1791 im Besitz des Königs von Preußen)
- 30. Markgraf von Brandenburg-Kulmbach (Nebenlinie des Kurfürstentums Brandenburg, seit 1791 im Besitz des Königs von Preußen)
- 32. Herzog von Braunschweig-Celle (Nebenlinie des Kurfürstentums Hannover seit 1705)
- 34. Herzog von Braunschweig-Calenberg (Nebenlinie des Kurfürstentums Hannover seit 1692)
- 36. Herzog von Braunschweig-Grubenhagen[Anm. 47] (Nebenlinie des Kurfürstentums Hannover)
- 38. Herzog von Braunschweig-Wolfenbüttel (Nebenlinie des Kurfürstentums Hannover[Anm. 48])
- 40. Fürst von Halberstadt (seit 1648 Kurfürst von Brandenburg, 1701 König von Preußen)
- 42. Herzog von Vorpommern (seit 1648 König von Schweden)
- 44. Herzog von Hinterpommern (seit 1648 Kurfürst von Brandenburg, 1701 König von Preußen)
- 46. Fürst von Verden (seit 1648 König von Schweden, 1712 König von Dänemark, 1715 Kurfürst von Hannover und König von England)
- 48. Herzog von Mecklenburg-Schwerin[Anm. 49]
- 50. Herzog von Mecklenburg-Güstrow[Anm. 50] (seit 1701 Herzog von Mecklenburg-Schwerin)
- 52. Herzog von Württemberg
- 54. Landgraf von Hessen-Kassel[Anm. 51]
- 56. Landgraf von Hessen-Darmstadt[Anm. 52]
- 58. Markgraf von Baden-Baden[Anm. 53] (1771 mit Baden-Durlach zur Markgrafschaft Baden vereinigt)
- 60. Markgraf von Baden-Durlach (1771 mit Baden-Baden zur Markgrafschaft Baden vereinigt)
- 62. Markgraf von Baden-Hachberg (seit 1415 Markgraf von Baden-Durlach)
- 64. Herzog von Holstein-Glückstadt (seit 1532 König von Dänemark)
- 66. Herzog von Sachsen-Lauenburg (seit 1689 Kurfürst von Hannover und König von England)
- 68. Fürst von Minden (seit 1648 Kurfürst von Brandenburg, 1701 König von Preußen)
- 70. Herzog von Holstein-Oldenburg (seit 1773 Herzog von Oldenburg)
- 71. Herzog von Savoyen[Anm. 54]
- 72. Landgraf von Leuchtenberg (seit 1714 Kurfürst von Bayern)
- 73. Fürst von Anhalt[Anm. 55]
- 74. gefürsteter Graf von Henneberg[Anm. 56]
- 75. Fürst von Schwerin (seit 1648 Herzog von Mecklenburg-Schwerin)
- 76. Fürst von Cammin (seit 1648 Kurfürst von Brandenburg, 1701 König von Preußen)
- 77. Fürst von Ratzeburg (seit 1648 Herzog von Mecklenburg-Strelitz)
- 78. Fürst von Hersfeld (seit 1648 Landgraf von Hessen-Kassel)
- 79. Markgraf von Nomeny[Anm. 57]
- 80. gefürsteter Graf von Mömpelgard (Herzog von Württemberg)
- 81. Herzog von Arenberg
- 82. gefürsteter Graf von Hohenzollern[Anm. 58]
- --. Fürst von Eggenberg (1717 erloschen)
- 83. Fürst von Lobkowitz
- 84. gefürsteter Graf von Salm[Anm. 59]
- 85. Fürst von Dietrichstein
- 86. Fürst von Nassau-Hadamar[Anm. 60] (seit 1711 Fürst von Nassau-Diez-Oranien)
- 87. Fürst von Nassau-Dillenburg
- 88. Fürst von Auersperg
- 89. Fürst von Ostfriesland (seit 1744 Kurfürst von Brandenburg und König von Preußen)
- 90. Fürst von Fürstenberg
- 91. Fürst von Schwarzenberg
- --. Fürst von Oettingen (Evangelische Linie Oettingen-Oettingen 1731 erloschen)
- 92. Fürst von Liechtenstein
- --. Fürst von Piccolomini (1757 erloschen)
- --. Fürst von Porcia (1776 aus dem Reichstag ausgeschieden)
- --. Duke of Marlborough (1722 erledigt)
- 93. Fürst von Thurn und Taxis[Anm. 61] (ab 1754)[2]
- 94. Fürst von Schwarzburg[Anm. 62]

#### (Aufrufordnung) Kuriatstimmen
- 96. Wetterauisches Reichsgrafenkollegium
- 98. Schwäbisches Reichsgrafenkollegium
- 99. Fränkisches Reichsgrafenkollegium
- 100. Westfälisches Reichsgrafenkollegium

## Die Auflösung des Reichsfürstenrats
Die Auflösung des Reichsfürstenrats erfolgte faktisch in drei Schritten. Der Friede von Lunéville vom 9. Februar 1801 hatte das Ausscheiden der linksrheinischen Reichsstände zur Folge. Der Reichsdeputationshauptschluss vom 25. Februar 1803 regelte die Entschädigung der depossedierten Fürsten, Grafen und Herren durch die Säkularisation geistlicher Besitztümer. Zugleich erließ der Beschluss eine umfassende Neuordnung des Reichsfürstenrats wie die Aufhebung der Geistlichen Bank und die Zulassung zahlreicher neuer Virilstimmen. Die Reform erlangte allerdings keine politische Wirkung mehr. Die am 12. Juli 1806 erfolgte Unterzeichnung der Rheinbundakte bedeutete das Ende des Heiligen Römischen Reiches, des Reichstags und die Mediatisierung zahlreicher kleiner und mittlerer Reichsstände durch die von Napoleon protegierten Rheinbundstaaten.

### 1801
Der 1801 zu Lunéville geschlossene Friede war die völkerrechtliche Anerkennung der Abtretung des linken Rheinufers an Frankreich durch das Heilige Römische Reich. Damit schieden aus dem Reichsfürstenrat endgültig aus:
- Erzstift Besançon[Anm. 63]
- Markgrafschaft Nomeny[Anm. 64]
- Herzogtum Savoyen[Anm. 65]
- Herzogtum Burgund[Anm. 66]
- Hochstift Lüttich[Anm. 67]
- Fürstabtei Stablo[Anm. 68]
- Gefürstete Grafschaft Mömpelgard[Anm. 69]
- Hochstift Worms
- Hochstift Speyer
- Hochstift Straßburg
- Hochstift Basel
- Fürstpropstei Weißenburg
- Fürstabtei Prüm
- Pfalzgrafschaft Pfalz-Lautern[Anm. 70]
- Pfalzgrafschaft Pfalz-Simmern
- Pfalzgrafschaft Pfalz-Zweibrücken
- Pfalzgrafschaft Pfalz-Veldenz
- Fürstentum Ostfriesland[Anm. 71]

### 1803
Der 1803 von Kaiser und Reich völkerrechtlich verbindlich ratifizierte Reichsdeputationshauptschluss verlieh dem Erzherzog von Österreich, dem Markgrafen von Baden, dem Herzog von Württemberg und dem Landgrafen von Hessen-Kassel die Kurwürde und brachte weitere einschneidende Veränderungen der Reichsstände mit Virilstimmen, zugleich behielten die neu ernannten Kurfürsten ihre angestammten Virilstimmen im Reichsfürstenrat ebenso wie der depossedierte und zum Kurfürsten von Salzburg ernannte Großherzog von Toskana die Stimme des Erzstifts (für die Kuriatstimmen siehe die Lemmata der Prälatenbänke und Reichsgrafenkollegien). Mit der – allerdings politisch nicht mehr wirksam werdenden – Neuordnung verfügten nunmehr Österreich (mit Toskana-Salzburg, Modena-Breisgau und Mergentheim), Bayern und Preußen über je 13 Stimmen, Hannover über acht, die ernestinischen sächsischen Herzogtümer über sieben, Baden über sechs, Württemberg und Mecklenburg über fünf, Oranien und Hessen-Kassel über vier, Hessen-Darmstadt und Sachsen über drei Stimmen. Alle übrigen Mitglieder des Reichsfürstenrats besaßen zwei oder eine Stimme. Die Stimmverteilung von 1803:
- Der Kaiser als Erzherzog von Österreich (# 1) erhielt:
  - Hochstift Trient (# 37, 1806 zu Bayern, 1810 zu Italien)
  - Hochstift Brixen (# 39, 1806 zu Bayern)
  - 4 zusätzliche Virilstimmen, je 1 für Steiermark (# 3), Kärnten (# 16), Krain (# 41), Tirol (# 79).
- Der Kurfürst von der Pfalz als Herzog von Bayern (Oberbayern # 2) erhielt:
  - Hochstift Bamberg (# 11)
  - Hochstift Würzburg (# 15, 1805 Großherzogtum Würzburg für den Großherzog von Salzburg, ehemals Toskana, 1806 Beitritt zum Rheinbund)
  - Hochstift Augsburg (# 25)
  - Hochstift Freising (# 31)
  - Hochstift Passau (# 35)
  - Fürststift Kempten (# 55)
  - 4 zusätzliche Virilstimmen, je 1 für Niederbayern (# 6), Sulzbach (Pfalz-Sulzbach # 8), das Herzogtum Berg (# 14) und Mindelheim (# 97),
  - weiterhin führte er die Stimmen von Pfalz-Neuburg (# 10) und Leuchtenberg (# 72).
- Der Kurfürst von Brandenburg und König von Preußen als Herzog von Magdeburg (# 4) erhielt:
  - Hochstift Hildesheim (# 27, 1807 zum Königreich Westphalen)
  - Hochstift Paderborn (# 29)
  - Hochstift Münster (# 47, geteilt mit mehreren Reichsgrafen mit Kuriatstimme)
  - Herzogtum Hinterpommern (# 66, faktisch seit 1648)
  - Fürstentum Cammin (# 76, faktisch seit 1648)
  - 2 zusätzliche Virilstimmen, je 1 für Erfurt (# 106) und Eichsfeld (# 103),
  - weiterhin führte er die Stimmen von Brandenburg-Ansbach (# 28), Brandenburg-Kulmbach, umbenannt in Brandenburg-Bayreuth (# 30), Halberstadt (# 40), Minden (# 70) und Ostfriesland (# 93).
- Der von Napoleon aus seinem Großherzogtum in Italien verjagte Großherzog von Toskana erhielt das Fürstentum Salzburg (# 5) als österreichische Sekundogenitur und Kurfürstentum:
  - Erzstift Salzburg (1805 zu Österreich, 1809 zu Bayern; das Kurfürstentum 1805 auf das Großherzogtum Würzburg übertragen) und behielt die Virilstimme
  - Hochstift Eichstätt (# 17, 1806 zu Bayern)
  - Propstei Berchtesgaden (# 61, 1805 zu Österreich, 1810 zu Bayern)
- Das Fürstentum Regensburg (# 7) wurde für den Reichskurerzkanzler Karl Theodor von Dalberg geschaffen und die Mainzer Kurstimme darauf versetzt, dazu kam auch:
  - Hochstift Regensburg (1810 zu Bayern),
  - 1 zusätzliche Virilstimme für das Fürstentum Aschaffenburg (# 102).
- Das Fürstentum Mergentheim (# 9) wurde als österreichische Sekundogenitur aus dem Meistertum Mergentheim des Deutschen Ritterordens geschaffen (1809 zu Württemberg)
- Der Kurfürst von Hannover (1804 von Frankreich besetzt, 1807 zu Westphalen) und König von England als Herzog von Bremen (# 12) erhielt:
  - Hochstift Osnabrück (# 45, 1807 zum Königreich Westphalen, 1810 zu Frankreich)
  - 1 zusätzliche Virilstimme für Göttingen (# 96),
  - weiterhin führte er die Stimmen von Braunschweig-Celle (# 34), Braunschweig-Calenberg (# 36), Braunschweig-Grubenhagen (# 38), Verden (# 46) und Sachsen-Lauenburg (# 68).
- Der Herzog von Braunschweig-Wolfenbüttel (# 32) erhielt:
  - 1 zusätzliche Virilstimme für Blankenburg (# 104).
- Der Kurfürst von Sachsen erhielt:
  - 3 zusätzliche Virilstimmen, je 1 für Markgrafschaft Meißen (# 13), Burggrafschaft Meißen (# 71) und Querfurt (# 81).
- Der Herzog von Sachsen-Coburg (# 18).
- Der Herzog von Sachsen-Gotha (# 20) erhielt:
  - 1 zusätzliche Virilstimme für Thüringen (# 33), alternierend mit Kursachsen und Sachsen-Weimar.
  - weiterhin führte er die Stimme von Sachsen-Altenburg (# 22).
- Der Herzog von Sachsen-Weimar (# 24) erhielt:
  - 1 zusätzliche Virilstimme für Thüringen (# 33), alternierend mit Kursachsen und Sachsen-Gotha,
  - weiterhin führte er die Stimme von Sachsen-Eisenach (# 26).
- Der Herzog von Sachsen-Meiningen erhielt:
  - die vorher alternierend von Kursachsen und den ernestinischen Herzogtümern geführte Virilstimme für Henneberg (# 74) allein.
- Der zum Kurfürsten ernannte Markgraf von Baden (Baden-Durlach # 44) erhielt:
  - Rechtsrheinische Reste des Hochstifts Speyer (Bruchsal (# 19))
  - Rechtsrheinische Reste des Hochstifts Straßburg (Ettenheim (# 21))
  - Rechtsrheinische Reste des Hochstifts Basel
  - Hochstift Konstanz (# 23)
  - weiterhin führte er die Stimmen von Baden-Baden (# 42) und Baden-Hachburg (# 48).
- Der zum Kurfürsten ernannte Herzog von Württemberg (# 50) erhielt:
  - Fürstpropstei Ellwangen (# 57)
  - 3 zusätzliche Virilstimmen, je 1 für Teck (# 43), Zwiefalten (# 89) und Tübingen (# 80).
- Der Herzog von Oldenburg (# 54) (1810 zu Frankreich) erhielt:
  - Hochstift Lübeck (# 49).
- Der Herzog von Mecklenburg-Schwerin (# 56) mit Mecklenburg-Güstrow (# 58) und dem Fürstentum Schwerin (# 75).
- Der Herzog von Mecklenburg-Strelitz erhielt:
  - 1 zusätzliche Virilstimme für Stargard (# 105),
  - weiterhin führte er die Stimme von Ratzeburg (# 77).
- Johanniterorden (# 59).
- Der Landgraf von Hessen-Darmstadt (# 60) erhielt:
  - Rechtsrheinische Reste des Hochstifts Worms
  - 2 zusätzliche Virilstimmen, je 1 für Herzogtum Westfalen (# 63) und Starkenburg (# 92).
- Der Kurfürst von Hessen-Kassel (# 62) erhielt:
  - 2 zusätzliche Virilstimmen, je 1 für Fritzlar (# 84) und Hanau (# 51),
  - weiterhin führte er die Stimme von Hersfeld (# 78).
- Der König von Schweden als Herzog von Vorpommern (# 64).
- Der König von Dänemark als Herzog von Holstein-Glückstadt (# 52) erhielt:
  - 1 zusätzliche Virilstimme für Plön (# 65).
- Der von Napoleon aus seinem Herzogtum in Italien verjagte Herzog von Modena erhielt das Fürstentum Breisgau (# 67):
  - Landgrafschaft Breisgau (1806 zu Baden)
  - Landvogtei Ortenau (# 101, 1806 zu Baden).
- Der Fürst von Oranien als Herzog von Nassau-Dillenburg (# 90) erhielt:
  - Hochstift Fulda (# 53, 1810 zum Großherzogtum Frankfurt)
  - Hochstift Corvey (# 69, 1807 zum Königreich Westphalen),
  - weiterhin führte er die Stimme von Nassau-Hadamar (# 88).
- Der Fürst von Nassau-Usingen (# 107).
- Der Fürst von Nassau-Weilburg (# 108).
- Der Fürst von Anhalt (# 73).
- Der Herzog von Arenberg seine „auf diesseitige Lande versetzte Virilstimme“ (# 82).
- Der Fürst von Hohenzollern-Hechingen (# 83).
- Der Fürst von Hohenzollern-Sigmaringen (# 109).
- Der Fürst von Lobkowitz (# 85).
- Der Fürst von Salm-Salm erhielt eine eigene Virilstimme (# 86), die vorher mit Salm-Kyrburg gemeinsam war.
- Der Fürst von Salm-Kyrburg (# 110).
- Der Fürst von Dietrichstein (# 87).
- Der Fürst von Auersperg (# 91).
- Der Fürst von Fürstenberg (# 94) erhielt:
  - 1 zusätzliche Virilstimme für Baar und Stühlingen (# 111).
- Der Fürst von Schwarzenberg (# 95) erhielt:
  - 1 zusätzliche Virilstimme für Klettgau (# 112).
- Der Fürst von Liechtenstein (# 98).
- Der Fürst von Thurn und Taxis (# 99) erhielt:
  - 1 zusätzliche Virilstimme für Buchau (# 113).
- Der Fürst von Schwarzburg (# 100).
- Der Fürst von Waldeck (# 114).
- Der Fürst von Löwenstein-Wertheim-Rochefort (# 115).
- Der Fürst von Oettingen-Spielberg (# 116).
- Der Fürst von Oettingen-Wallerstein (# 117).
- Der Fürst von Solms-Braunfels (# 118).
- Der Fürst von Hohenlohe-Neuenstein-Öhringen (# 119).
- Der Fürst von Hohenlohe-Waldenburg-Schillingsfürst (# 120).
- Der Fürst von Hohenlohe-Waldenburg-Bartenstein (# 121).
- Der Fürst von Isenburg-Birstein (# 122).
- Der Fürst von Kaunitz für Rietberg (# 123).
- Der Fürst von Reuß-Plauen-Greiz (# 124).
- Der Fürst von Leiningen (# 125).
- Der Fürst von Ligne für Edelstetten (# 126).
- Der Herzog von Looz für Wolbeck (# 127).
- Die Helvetische Republik erhielt:
  - Hochstift Chur (Territorium seit 1648 eidgenössisch; Bischof Reichsstand ohne unmittelbares Land, Virilstimme erloschen).
- Schwäbisches Reichsgrafenkollegium (# 128)
- Wetterauisches Reichsgrafenkollegium (# 129)
- Fränkisches Reichsgrafenkollegium (# 130)
- Westfälisches Reichsgrafenkollegium. (# 131)

### 1806
1806 trat der Rheinbund an die Stelle des aufgelösten Heiligen Römischen Reiches und folgende ehemalige Reichsstände mit Virilstimmen wurden Signatarstaaten:
- Der zum König von Bayern ernannte Kurfürst von Pfalzbaiern (# 01) erhielt:
  - Pfalz-Neuburg
  - Brandenburg-Ansbach (Fürstentum Ansbach 1806 unter französischer Militärverwaltung, 1807 zu Bayern, 1810 Ämter Crailsheim und Creglingen zu Württemberg)
  - Brandenburg-Bayreuth (Fürstentum Bayreuth 1806 unter französischer Militärverwaltung, „Pays réservé“ für zukünftige Tauschhandlungen, 1810 zu Bayern)
  - Gefürstete Landgrafschaft Leuchtenberg
  - Gefürstete Grafschaft Störnstein des Fürsten von Lobkowitz
  - Herrschaft Seinsheim des Fürsten von Schwarzenberg
- Der zum König ernannte Kurfürst von Württemberg (# 02) erhielt:
  - Herrschaft Neuravensburg, die 1803 an den Fürsten von Dietrichstein gefallen war
  - Die 1803 an den Fürsten von Thurn und Taxis gefallenen Besitzungen
- Der Fürstprimas des Rheinbunds, Karl Theodor von Dalberg, als Rechtsnachfolger des säkularisierten Erzbischofs von Mainz und Bischofs von Regensburg (# 03)
- Der zum Großherzog ernannte Kurfürst von Baden (# 04) (mit den ehemaligen Virilstimmen für Baden-Baden, Baden-Durlach, Baden-Hachberg) erhielt:
  - Die Besitzungen des Fürsten von Fürstenberg
  - Die Besitzungen des Johanniterordens
  - Gefürstete Grafschaft Tengen des Fürsten von Auersperg
- Der von Napoleon kreierte Großherzog von Berg (# 05) (mit der ehemaligen Virilstimme für Nassau-Hadamar)
- Der zum Großherzog ernannte Landgraf von Hessen-Darmstadt (# 06)
- Die Fürsten von Nassau-Usingen (# 07) und Nassau-Weilburg (# 08) (mit der ehemaligen Virilstimme von Nassau-Dillenburg)
- Die Fürsten von Hohenzollern-Hechingen (# 09) und Hohenzollern-Sigmaringen (# 10) (mit der ehemaligen gemeinsamen Virilstimme für Hohenzollern)
- Die Fürsten von Salm-Salm (# 11) und Salm-Kyrburg (# 12) (für ihre „auf diesseitige Lande versetzte Virilstimme“ – die Ämter Bocholt und Ahaus des Hochstifts Münster – 1810 zu Frankreich)
- Der Fürst von Isenburg[Anm. 72] (# 13) war kein Reichsstand mit Virilstimme, sondern Direktor des Wetterauischen Reichsgrafenkollegiums
- Der Fürst von Arenberg (# 14) (für „seine auf diesseitige Lande versetzte Virilstimme“ – Amt Meppen des Hochstifts Münster – 1810 zu Frankreich)
- Der Fürst von Liechtenstein[Anm. 73] (# 15)
- Der Großherzog von Würzburg (# 17) (ehemals Großherzog von Toskana, 1803 Großherzog und Kurfürst von Salzburg)
- Der Herzog von Sachsen (Kursachsen) (# 18)
- Der Herzog von Sachsen-Weimar (# 19) (mit Sachsen-Eisenach)
- Der Herzog von Sachsen-Gotha (# 20) (mit Sachsen-Altenburg)
- Die Herzöge von Sachsen-Meiningen (# 21) und Sachsen-Hildburghausen (# 23) (mit der ehemaligen Virilstimme für Henneberg)
- Der Herzog von Sachsen-Coburg (# 22)
- Die Fürsten von Anhalt-Dessau (# 24), Anhalt-Bernburg (# 25) und Anhalt-Köthen (# 26) (mit der ehemaligen gemeinsamen Virilstimme für Anhalt)
- Der Herzog von Mecklenburg-Schwerin (# 27) (mit Mecklenburg-Güstrow und Fürstentum Schwerin)
- Der Herzog von Mecklenburg-Strelitz (# 28) (mit der ehemaligen Virilstimme für das Fürstentum Ratzeburg)
- Der Herzog von Oldenburg (# 29) (mit der ehemaligen Virilstimme für Holstein-Oldenburg, 1810 zu Frankreich)
- Die Fürsten von Schwarzburg-Sondershausen (# 36) und Schwarzburg-Rudolstadt (# 37) (mit der ehemaligen gemeinsamen Virilstimme für Schwarzburg)
- Der von Napoleon kreierte König von Westphalen (# 39) (mit der ehemaligen Virilstimme für die zum Kurfürstentum ernannte Landgrafschaft Hessen-Kassel). 1807 wurden dem Königreich Westphalen zugeschlagen:
  - Herzogtum Magdeburg
  - Herzogtum Braunschweig-Celle
  - Herzogtum Braunschweig-Calenberg
  - Herzogtum Braunschweig-Grubenhagen
  - Herzogtum Braunschweig-Wolfenbüttel
  - Herzogtum Bremen
  - Fürstentum Verden
  - Herzogtum Sachsen-Lauenburg
  - Fürstentum Halberstadt
  - Landgrafschaft Hessen-Kassel (Kurhessen)
  - Fürstentum Minden (1810 Minden westlich der Weser zu Frankreich)
  - Gefürstete Grafschaft Henneberg
  - Fürstentum Hersfeld
- Von Frankreich besetzt wurde 1807:
  - Herzogtum Vorpommern (1809 zurück an Schweden)